# Louden Up Now
Louden Up Now je druhé studiové album americké hudební skupiny !!!. Vyšlo v červnu roku 2004. Ve Spojených státech jej vydalo vydavatelství Touch and Go Records, zatímco ve Spojeném království společnost Warp. Na gramofonové LP desce bylo album rozděleno na čtyři strany. Rovněž vyšla verze doplněná o bonusový disk, který obsahoval jiné verze písní.

## Seznam skladeb
1. „When the Going Gets Tough, the Tough Get Karazzee“ – 6:17
2. „Pardon My Freedom“ – 5:51
3. „Dear Can“ – 4:37
4. „King's Weed“ – 1:19
5. „Hello? Is This Thing On?“ – 7:33
6. „Shit Scheisse Merde, Pt. 1“ – 5:06
7. „Shit Scheisse Merde, Pt. 2“ – 6:10
8. „Me and Giuliani Down by the School Yard (A True Story)“ – 9:03
9. „Theme From Space Island“ – 2:31

## Obsazení
- Mario Andreoni – baskytara, kytara
- Justin Vandervolgen – baskytara
- Tyler Pope – programování bicích, baskytara, perkuse, bicí, klávesy, kytara
- John Pugh XI – bicí, zpěv, gong, perkuse
- Gorman Dan – klávesy, perkuse, trubka
- Nic Offer – zpěv, klávesy
- Allan Wilson – saxofon, klávesy, perkuse